# Егон Агта
Егон Август Агта (нім. Egon August Aghta; 29 січня 1918, Берлін — 2 травня 1945, Шпандау) — німецький офіцер пожежної служби, гауптман резерву вермахту (12 березня 1945). Кавалер Лицарського хреста Залізного хреста з дубовим листям.

## Біографія
В 1939 році призваний в армію. В 1939/41 роках пройшов підготовку на протипожежних курсах і з 1942 року служив у протипожежній службі боротьби з наслідками авіанальотів, яка підкорялася авіаційному керівництву. Був поранений під час авіанальоту. 
Агта був героєм останнього випуску Die Deutsche Wochenschau, в якому він знешкоджував радянські бомби на вулицях Берліна, до якого вже підходили радянські війська.
В останні дні оборони Берліну брав участь у боях з радянськими військами і загинув.

## Нагороди
- Залізний хрест
  - 2-го класу (14 грудня 1941)
  - 1-го класу (18 червня 1943)
- Нагрудний знак «За поранення» в золоті
- Німецький хрест в золоті (19 січня 1945) — як оберлейтенант резерву і командир групи розмінування командування повітряного простору 3-ї авіаційної області.
- Лицарський хрест Залізного хреста з дубовим листям
  - лицарський хрест (3 лютого 1945)
  - дубове листя (№778; 12 березня 1945)